# Seul face à l'abeille
Vous pouvez aider à l'améliorer ou bien discuter des problèmes sur sa page de discussion.
- Il ne cite pas suffisamment ses sources. Vous pouvez indiquer les passages à sourcer avec {{référence nécessaire}} ou {{Référence souhaitée}}, et inclure les références utiles en les liant aux notes de bas de page. (Marqué depuis avril 2024)
- Certaines informations devraient être mieux reliées aux sources mentionnées dans la bibliographie ou les liens externes. Améliorez sa vérifiabilité en les associant par des références. (Marqué depuis avril 2024)

- Archive Wikiwix
- Bing
- Cairn
- DuckDuckGo
- E. Universalis
- Gallica
- Google
- G. Books
- G. News
- G. Scholar
- Persée
- Qwant
- (zh) Baidu
- (ru) Yandex
- (wd) trouver des œuvres sur Wikidata

Seul face à l'abeille (Man vs. Bee) est une mini-série télévisée britannique sortie en juin 2022 créée et écrite par Rowan Atkinson et William Davies. Elle se compose de neuf épisodes, chacun d'eux réalisé par David Kerr. Atkinson joue le rôle d'un homme malchanceux qui se retrouve coincé dans une bataille avec une abeille alors qu'il garde une luxueuse maison moderne d'un riche couple.

## Synopsis
Trevor Bingley, un père de famille récemment embauché comme gardien de maison, pense avoir décroché un job facile en surveillant la somptueuse demeure d’un couple anglais fortuné. Mais son séjour vire au chaos lorsqu’une abeille s’introduit dans la maison. Bien décidé à s’en débarrasser, Trevor enchaîne les maladresses et provoque une série de catastrophes aussi absurdes que désastreuses.

## Fiche technique
Sauf indication contraire, les informations mentionnées dans cette section peuvent être confirmées par la base de données cinématographiques IMDb,  présente dans la section « Liens externes ».
- Titre original: Man vs Bee
- Réalisation: David Kerr (9 épisodes)
- Scénario: Rowan Atkinson et William Davies
- Musique: Lorne Balfe
- Direction artistique: Nigel Evans (9 épisodes), Ketan Waikar (9 épisodes), Meg Jones (5 épisodes)
- Décors: Carly Reddin (9 épisodes)
- Costumes: Selina Wonh (9 épisodes)
- Photographie: Karl Oskarsson (9 épisodes)
- Montage: Matthew Collins et Mark Davies
- Production: Chris Clark, William Davies, Kate Fasulo, David Kerr, France Mable, Chris Sussman
- Sociétés de production: Netflix, HouseSitter Productions
- Sociétés de distribution: Netflix
- Budget:
- Format: 1.85:1 Couleur
- Pays de production: Royaume-Uni
- Langue originale: Anglais
- Genre: Comédie
- Durée: 108 minutes
- Date de sortie : 24 juin 2022

## Distribution[1]
Sauf indication contraire, les informations mentionnées dans cette section peuvent être confirmées par la base de données cinématographiques IMDb,  présente dans la section « Liens externes ».
- Rowan Atkinson (VF : Guy Chapellier): Trevor Bingley, un gardien de maison qui se retrouve dans une bataille avec une abeille causant alors des dommages irréparables.
- Claudie Blakley (VF : Juliette Poissonnier): Jess, l'ex-femme de Trevor
- Jing Lusi (VF : Pascale Mompez): Nina Kolstad-Bergenbatten
- Julian Rhind-Tutt: Christian Kolstad-Bergenbatten
- India Fowler (VF : Clara Quilichini): Maddy
- Tom Basden (VF : Benjamin Gasquet): l'officier de police
- Daniel Fearn: Lewis
- Gediminas Adomaitis: Marek
- Christian Alifoe: Karl
- Greg McHugh: Coleman
- Phil Cornwell: Armstrong
- Aysha Kala: l'inspecteur
- Chizzy Akudolu: la juge

## Production

### Genèse et développement
L'idée originale de la série naît dans l'esprit de Rowan Atkinson lorsqu'il tourne Les Déboires de Mr Bean, le cinquième épisode de la série éponyme, dans lequel son personnage fait un pique-nique dans un jardin public, et est embêté par une guêpe.